# Radio Cooperativa (Xile)
Radio Cooperativa és una estació radial xilena situada al 760 kHz del dial AM i al 93.3 MHz del dial FM a Santiago de Xile. Va iniciar les seves transmissions el 21 d'abril de 1935 a la ciutat de Valparaíso, amb el nom de Radio Cooperativa Vitalicia, com un mitjà de comunicació al servei de la Societat de Rendes del mateix nom, empresa que va decidir crear una emissora orientada a promoure aquesta àrea de negocis. L'objectiu de l'empresa es va complir totalment, però a més a poc a poc la ràdio va anar incorporant altres continguts. Transmetia aleshores en ona curta, banda de 40 m.
Actualment, és una de les ràdios informatives més importants de Xile amb gran cobertura a nivell de ciutats i també a través d'emissores associades. També transmet via Internet en la resta del país i a tot el món.
La seva programació consta d'informació i actualitat noticiosa majorment, cultura, música i esports, transmetent una gran quantitat d'esdeveniments esportius, com a partits de la Selecció Xilena de Futbol, el Campionat Nacional de Futbol, les classificatòries sud-americanes per al Mundial de Futbol, l'actuació d'equips xilens en tornejos internacionals com la Copa Libertadores i la Copa Sud-americana, entre altres competicions esportives.

## Història

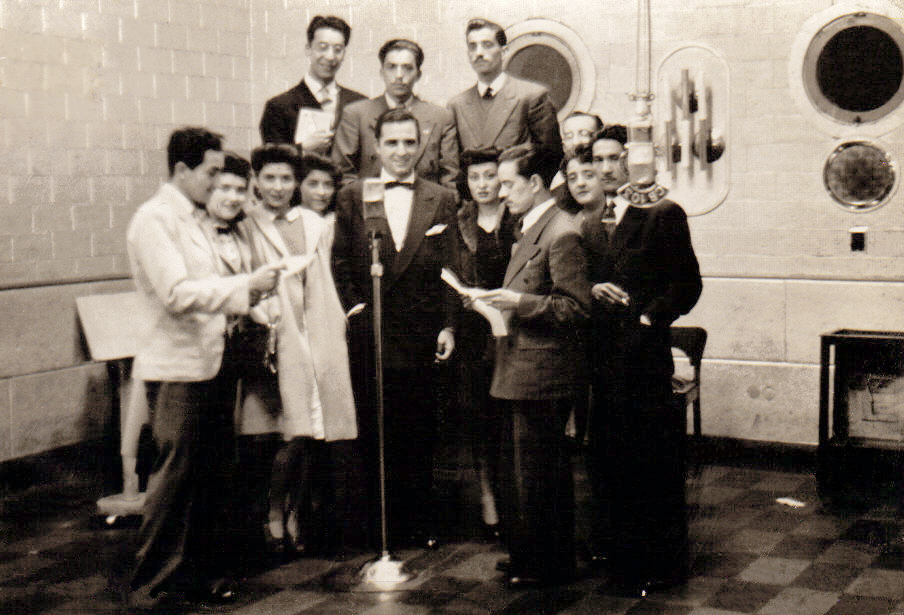
Audició de radioteatre a Radio Cooperativa (1944).

El 8 d'agost de 1939, la Sociedad de Rentas Cooperativa Vitalicia va crear la Compañía Chilena de Comunicaciones perquè es fes càrrec de l'emissora. El decret que va autoritzar el seu funcionament va ser signat el 25 de març de 1940 pel llavors President de la República, Pedro Aguirre Cerda.
s coneguda pels seus programes informatius com ho va ser El Repórter Esso (primer noticiari radial en 1941), que posteriorment va passar a la televisió, i El Diario de Cooperativa, creat el 18 de novembre de 1976 i conduït des de març de 1981 fins al dia d'avui, per Sergio Campos. També hi va treballar Lenka Franulic en 1953, la primera dona periodista de rràdio.
En la dècada de 1940 Radio Cooperativa Vitalicia s'afilia a la programació de la Xarxa Panamericana, un servei d'entreteniment, informació i propaganda ofert per la NBC.
Des d'aquest llavors, l'emissora ha estat part important de la història del país, marcant fites en diferents èpoques, a través de xous en viu en els anys 1950, radioteatres en els anys 60 i des de la dècada del 70, ha liderat les preferències del públic com a emissora informativa.
Entre els anys 50 i 60 passa a formar la xarxa radial "La Voz de Chile" al costat de les seves estacions d'Antofagasta, Valparaíso, Concepción, Temuco, Valdivia, Puerto Montt, Puerto Natales i Punta Arenas, que eren enllaçades mitjançant les seves estacions d'ona curta CE-970 en 31 metres i CE-615 en 49 metres o usant l'abast de l'estació de Santiago (CB-76) la qual és canal internacional. Des de 1958 la línia editorial de Ràdio Cooperativa posseeix una marcada orientació associada al Partit Demòcrata Cristià de Xile, recolzant en 1964 al govern de Eduardo Frei Montalva.
A principis de la dècada de 1970, la ràdio és adquirida per la Sociedad Propaganda y Publicidad Ltda., pertanyent a la Democràcia Cristiana. L'objectiu és convertir la ràdio en un poderós portaveu ideològic en aquesta època, a causa del seu abast i penetració. Per això en 1971 marquen la seva oposició al govern de Salvador Allende. Després del cop d'estat de l'11 de setembre de 1973, al principi va donar suport al règim militar del general Augusto Pinochet però després va passar a l'oposició a aquest règim en 1977, denunciant, quan era possible, les violacions als drets humans perpetrades per militars,i donant suport a l'opció No en els plebiscits de 1978, 1980 i 1988.
El dilluns 3 de febrer de 1997, inicia les seves transmissions en la banda FM, en el 93.3 MHz, a Santiago, la qual cosa marca un gran canvi tecnològic per a l'emissora i al seu torn, el començament de la seva expansió per tot el país.
Actualment és un mitjà de comunicació que a través d'una xarxa de 41 emissores al llarg de Xile i 22 convenis d'associació amb altres estacions de ràdio, està especialitzada en la transmissió de notícies, informacions i programes de l'actualitat nacional i internacional. El seu quefer inclou també l'emissió de notícies i informacions cap a l'estranger, mitjançant emissions satel·litàries i la seva pàgina web.
Cooperativa és un mitjà per al qual la credibilitat és la seva propietat més preuada, aconseguida amb la "objectivitat, imparcialitat i serietat" amb què es presenten les informacions provinents de tots els sectors de la vida nacional i internacional, segell que li ha permès mantenir la primera sintonia de Xile.
Ràdio Cooperativa és una emissora comercial. La seva única font de finançament és la publicitat, esquema sota el qual busca garantir la seva independència econòmica i, per tant, informativa. En l'actualitat, el seu director responsable és el periodista Oscar Pastén Ramírez.
El 27 d'agost de 2018, Cooperativa estrena nova imatge. És eliminat després de 46 anys, el clàssic logotip circular radial en reemplaçament del logotip Cooperativa envoltat de diversos ovals multicolors degradats. També va estrenar nou eslògan: Totes les notícies, Tots els dies, Tot el dia. La nova imatge radial ve a confirmar el canvi radical quant a comunicació amb l'audiència més d'acord amb les ràdios actuals.

## Veus institucionals
- Julio Gutiérrez Ihitz (en la dècada dels anys 70)
- Petronio Romo Stuart (des de novembre de 1976 fins a març de 1997, mort el 14 d'abril de 2010)
- Luis Rodríguez Araya (fins a mitjan 1990. Moriria dos anys després)
- Sergio Campos (periodista, conductor dels noticiaris de la ràdio i Premi Nacional de Periodisme, atorgat en 2011)
- Jorge Raúl Guerrero (cubà, mort el 8 de gener de 1991. La ràdio, va perpetuar la seva veu, emetent els senyals horaris que gravés fa més de 39 anys en l'estiu de 1980 fins al 27 d'agost de 2018)
- Jaime Muñoz Villarroel (veu presentadora d' Al Aire Libre entre 1995 i 1997)
- Fernando Solís Lara (entre març de 1997 i febrer de 1999)
- Manuel Guerrero (locutor institucional des de març de 1999 fins a agost de 2018)
- Sergio Villanueva Rodríguez (des de setembre de 2007 fins al 27 d'agost de 2018)
- Raúl Soto (des de 2014, avui locutor comercial de la ràdio)
- Loreto Aravena (des de 2015, responsable del senyal horari des del 27 d'agost del 2018)
- Braulio Martínez (27 d'agost de 2018-present)
- Miguel Salinas (27 d'agost de 2018-present)

## Estudis

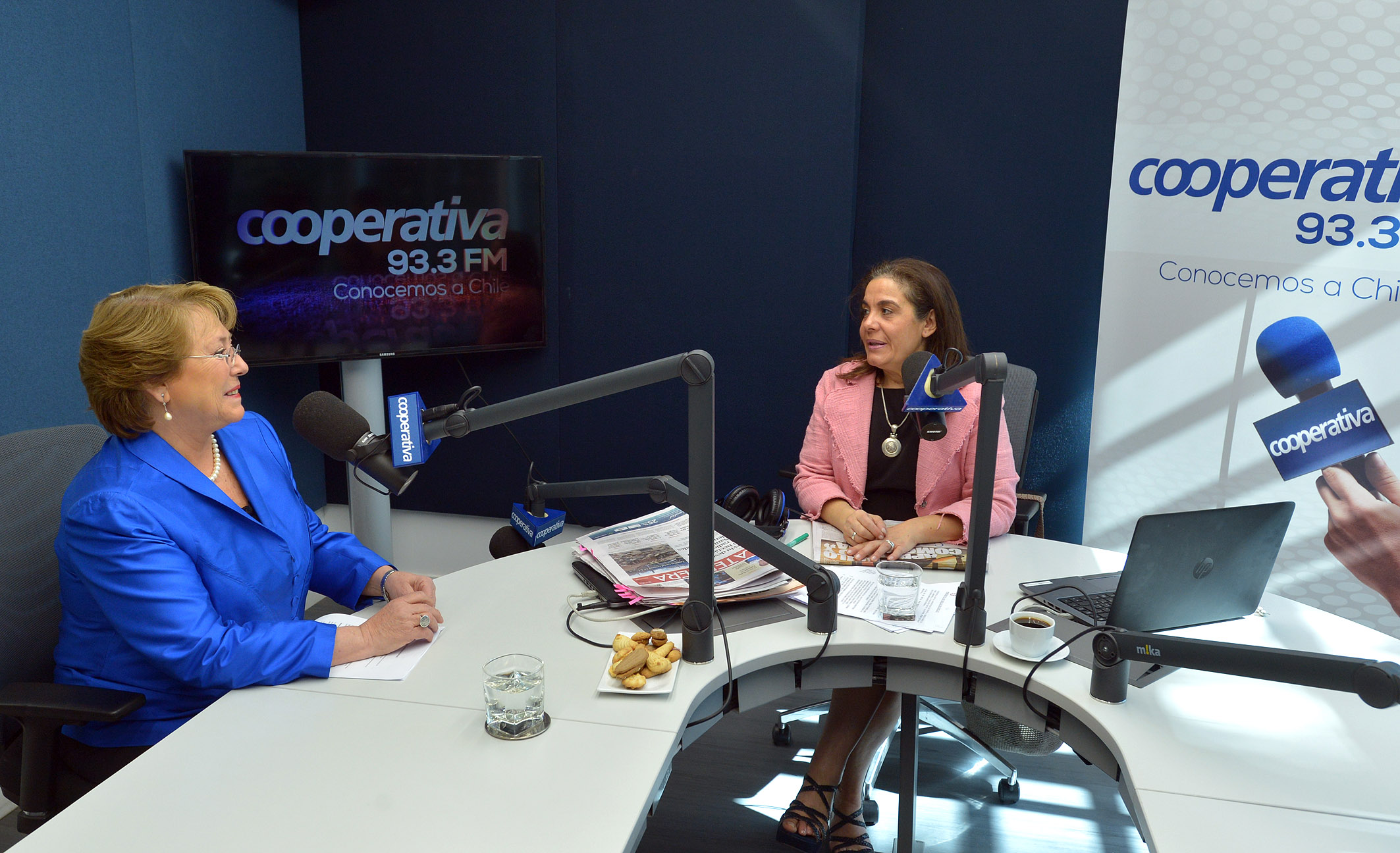
La presidenta Michelle Bachelet és entrevistada per Cecilia Rovaretti en el programa “Una Nueva Mañana” (2014).

La Companyia va establir durant llargs anys els seus estudis a ple centre de Santiago, específicament al carrer Bandera 236, setè pis. En aquesta direcció, s'emplaçava un luxós saló d'esdeveniments on es transmetien variats espectacles en viu com concursos, radioteatres i concerts de grans artistes.
Com a dada històrica, donada la proximitat de l'immoble amb el Palau de la Moneda, l'11 de setembre de 1973, Cooperativa transmet en viu des dels seus estudis, el Cop Militar que enderroca Salvador Allende. En l'enregistrament original, de gran qualitat i conservació, consta que entre altres coses, aquella transmissió històrica va ser conduïda pel destacat locutor i periodista xilè, Juan La Rivera.
Els controladors de la Companyia, en 1978, decideixen abandonar els estudis del centre de Santiago, a causa del gir netament informatiu que va tenir l'emissora durant la dictadura de Pinochet. Així és com Cooperativa situa les seves dependències, en una casona situada al carrer Antonio Bellet 223, Provisión per als seus estudis i departament de Premsa i una altra en Antonio Bellet 353, per a les seves oficines administratives. Cap al 2012, l'administració de l'emissora es va desplaçar fins a unes oficines arrendades a Santa Beatriz 22, Provisión, a causa de la venda de la casona que usaven per a la construcció d'un edifici de departaments.
El 25 de juny de 2014, els estudis de Radio Cooperativa i Radio Universo, aleshores també propietat de la Compañía Chilena de Comunicaciones, i oficines administratives surten de la comuna de Providencia, establint-se en un modern edifici situat en la intersecció de carrer Maipú 525, en ple Barrio Yungay de Santiago Centro.

## Programació actual
- El diario de Cooperativa (amb Sergio Campos, Verónica Franco i Rodrigo Vergara)
- El primer café (amb Cecilia Rovaretti)
- Una nueva mañana (amb Cecilia Rovaretti i Sebastián Esnaola)
- Al aire libre (amb Sebastián Esnaola, José Antonio "Toño" Prieto, Igor Ochoa, Marcelo Barticciotto i César Campos)
- Todo por el deporte (amb Claudio Riquelme i Rodrigo Contreras)
- Hablando de (amb Paula Molina)
- Lo que queda del día (amb Mauricio Bustamante i Paula Bravo)
- Dulce patria (amb Mauricio Jürgensen)
- A última hora (amb Jorge Lira)
- Shell en ruta (amb Gonzalo Barrera els dies hàbils i Gustavo Storch els caps de setmana)
- Ahora es hora (amb Roberto Saa)
- Creciendo juntos (amb Julio Videla)
- Agenda calidad (amb Marcela Soto)
- Juego, luego aprendo (amb Marcela Soto)
- La justa medida (amb Verónica Franco)

## Freqüències anteriors
- 105.5 MHz (Tocopilla); avui Radio Makarena, sense relació amb Compañía Chilena de Comunicaciones.
- 106.7 MHz (Caldera); avui Radio Festiva, sense relació amb Compañía Chilena de Comunicaciones.
- 98.3 MHz (Vallenar); avui Radio Festiva, sense relació amb Compañía Chilena de Comunicaciones.
- 94.3 MHz (Los Vilos); avui Radio Armonía, sense relació amb Compañía Chilena de Comunicaciones.
- 90.5 MHz (Los Molles); avui Radio Esperanza, sense relació amb Compañía Chilena de Comunicaciones.
- 93.5 MHz (La Ligua); avui Radio Armonía, sense relació amb Compañía Chilena de Comunicaciones.
- 101.3 MHz (San Antonio); avui Chilena FM, sense relació amb Compañía Chilena de Comunicaciones.
- 96.9 MHz (San Fernando); (fallida), avui Radio Armonía, sense relació amb Compañía Chilena de Comunicaciones.
- 98.1 MHz (Santa Cruz); avui Radio Manía, sense relació amb Compañía Chilena de Comunicaciones.
- 106.7 MHz (Linares); avui Radio Armonía, sense relació amb Compañía Chilena de Comunicaciones.
- 95.9 MHz (Arauco); avui Radio Armonía, sense relació amb Compañía Chilena de Comunicaciones.
- 94.1 MHz (Angol); avui Radio Emaús, sense relació amb Compañía Chilena de Comunicaciones.
- 97.9 MHz (Mulchén).
- 102.1 MHz (Cunco); avui Radio Mirador, sense relació amb Compañía Chilena de Comunicaciones.
- 92.1 MHz (Castro); avui Radio Armonía, sense relació amb Compañía Chilena de Comunicaciones.

## Eslogans
| Període                                              | Eslogan |
| ---------------------------------------------------- | --- |
| 1978                                                 | Cooperativa, la radio grande |
| 1979-1980                                            | Radio Cooperativa, información, entretención y servicio |
| 1980-1982                                            | En el 76 del dial, Ud. y Cooperativa, amigos para siempre - 1980-present (usat a "El diario de Cooperativa"): Ud. tiene derecho a saber la verdad... y la verdad está en los hechos. - 1980-present (usat a "El diario de Cooperativa"): Cooperativa, alerta con la noticia. - 1982-1983 : Radio Cooperativa, en el 76 del dial AM.                  |
| 1984-1985                                            | Radio Cooperativa, en el 76 de su dial AM - 1984 : Cooperativa es mi radio. - 1984-1988 : Es verdad... lo dijo Cooperativa. - 1984-1988 : Saber la verdad es un derecho. Decirla es nuestro deber. |
| 1985-1992                                            | Radio Cooperativa, una radio de verdad - 1985 : Saber la verdad es un derecho. Decirla -y a tiempo- es nuestro deber. - 1985-1986 : Radio Cooperativa, una radio para Chile. - 1987 : La radio más importante... es también primera sintonía. - 1990 : En Cooperativa estamos acostumbrados a decir la verdad. - 1991 : Más allá de las AM y las FM. |
| 1995-present (usat a "Al Aire Libre en Cooperativa") | Al Aire Libre en Cooperativa, todo por el deporte |
| 1997-2001                                            | Radio Cooperativa, la radio más importante de Chile - 1998-2001 : Todo el país unido por la gran Red de Cooperativa. - 2000 : Primera en noticias, Primera en deportes... Siempre primera. |
| 2001-2003                                            | Radio Cooperativa, es estar al día - 2002 : Una gran red para unir todo el país. |
| 2003-2008                                            | Cooperativa, va más allá - 2007-2008 : Chile no sería el mismo sin Cooperativa. |
| 2008-2013                                            | Cooperativa, es parte de Chile |
| 2013-2018                                            | Cooperativa, conocemos a Chile |
| 2015-2018                                            | Cooperativa 93.3 FM, la verdad como la queremos escuchar |
| 2018-present                                         | Todas las noticias, todos los días, todo el día |